# 塔夫脫 (佛羅里達州)
塔夫脫（英語：Taft）是位於美國佛羅里達州橙縣的一個人口普查指定地區。

## 地理
塔夫脫的座標為28°25′44″N 81°22′04″W / 28.42889°N 81.36778°W，而該地最高點為海拔高度29米（即95英尺）。

## 人口
根據2010年美國人口普查的數據，塔夫脫的面積為2.70平方千米，當中陸地面積為2.60平方千米，而水域面積為0.10平方千米。當地共有人口2205人，而人口密度為每平方千米816人。